# كيث سافاج
كيث سافاج (بالإنجليزية: Keith Savage)‏ (9 أغسطس 1985 بغولف بريز في الولايات المتحدة - ) هو لاعب كرة قدم أمريكي في مركز الوسط. لعب مع نادي شيفاز يو إس أي وTampa Bay Rowdies ‏ وPortland Timbers (2001–2010) ‏ وOrlando City U-23 ‏.

## وصلات خارجية
- كيث سافاج على موقع الدوري الأمريكي (الإنجليزية)
- كيث سافاج على موقع قاعدة بيانات كرة القدم.إي يو (الإنجليزية)